# Angelo Treves

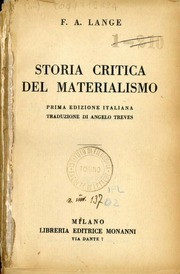
Friedrich Albert Lange: Storia critica del materialismo (1932)

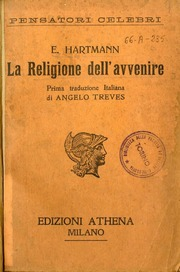
Eduard von Hartmann: La Religione (1927)

Angelo Treves (geboren 7. Oktober 1873 in Vercelli; gestorben 27. Dezember 1937 in Mailand) war ein italienischer Übersetzer und Autor.

## Leben
Erste Veröffentlichungen handeln von der Geschichte seiner Heimatstadt. 1894 schloss Treves sein Literaturstudium mit einer Arbeit über den italienischen Troubadour Sordello da Goito ab. Er engagierte sich zunächst politisch in der Associazione Generale degli Operai (Allgemeinen Arbeitervereinigung), schrieb dann einige Jahre für das wichtigste sozialistische Magazin vor dem Ersten Weltkrieg, Filippo Turatis und Anna Kuliscioffs Critica Sociale, ab 1921 auch für die pro-bolschewistische Publikation Comunismo der Serrati-Sozialisten.
Mit dem Aufkommen des Faschismus in Italien flaute sein politisches Engagement ab und er wurde ein renommierter Übersetzer überwiegend deutschsprachiger Literatur. Zu den zahlreichen von ihm übertragenen Werken zählen Schriften unterschiedlichster Autoren und Gattungen, von Grimmelshausens abenteuerlichem Simplicissimus über Theodor Fontane, Arthur Schnitzler, Schalom Asch, Friedrich Lorenz, Richard Katz, Franz Kampers, Friedrich Huch, Hubert Renfro Knickerbocker, Anton von Perfall, Karl Rosner, Upton Sinclair, Henri de Monfreid, Peter Freuchen, Friedrich Albert Lange, Paul Frischauer, Raoul Heinrich Francé, Charles Kingsley, Józef Ignacy Kraszewski, Karl Allmendinger alias Felix Nabor, Jonas Lie, Emil Peschkau, Charles Reade, Desiderius Papp, Joseph Victor von Scheffel, Walter Bloem, Robert Byr, Felix Hollaender, Ferdinand Fried, Mirko Jelusich, Oswald Spengler und Friedrich Nietzsche bis zu Karl Mays Schatz im Silbersee und viele mehr.
Wohl deshalb beauftragte der noch junge, 1929 gegründete Mailänder Verlag Bompiani Treves auch mit der ersten Übersetzung von Adolf Hitlers antisemitischer Programmschrift Mein Kampf ins Italienische, die 1937 erschien. Aus welchem Grund Treves, der jüdischen Glaubens war, diesen Auftrag angenommen hat, ist nicht bekannt. 
Zwei Tage nach seinem Tod in Mailand wurde Treves auf dem jüdischen Friedhof von Vercelli bestattet.